# Tatjana Kuzniecowa (kosmonautka)
Tatjana Dmitrijewna Kuzniecowa (obecnie Picchielauri) ros. Татьяна Дмитриевна Кузнецова (ur. 14 lipca 1941 w Moskwie, zm. 29 sierpnia 2018) – radziecka inżynier, pułkownik lotnictwa, kosmonautka.

## Życiorys
Szkołę średnią ukończyła w Moskwie w 1958. Pracę, jako stenograf, rozpoczęła w 1959 w jednym z instytutów naukowo-badawczych Ministerstwa Przemysłu Radioelektronicznego ZSRR. W 1961 została starszym laborantem. Podczas naboru kandydatek do pierwszej grupy kobiet, które miały uczestniczyć w lotach kosmicznych Kuzniecowa pomyślnie przeszła badania w Centralnym Wojskowym Naukowo-Badawczym Szpitalu Lotnictwa (ЦВНИАГ) i zakwalifikowała się do końcowego etapu eliminacji. 12 marca 1962 oficjalnie została przyjęta do oddziału kobiet-kosmonautek. Dwa dni wcześniej, w związku z planowaną nominacją, otrzymała powołanie do wojska.
Przez blisko trzy lata przechodziła podstawowe szkolenie przewidziane dla kandydatów do lotu w kosmos, które zakończyła pomyślnie zdanymi egzaminami w styczniu 1965. Od maja 1965 przez rok trenowała do planowanego wówczas lotu na statku kosmicznym Woschod 5. Kuzniecowa razem z Żanną Jorkiną wchodziły w skład drugiej załogi. W podstawowej ekipie znalazły się: Walentina Ponomariowa i Irina Sołowjowa. Miała być to druga misja z załogą kobiecą. Pierwotnie plan przewidywał, że będzie to 10–15 dniowy lot połączony z wyjściem w kosmos. Później planowany czas lotu wydłużono do 15–20 dni. Zamierzenia te nie zostały jednak zrealizowane, ponieważ po śmierci Siergieja Korolowa program Woschod został zakończony. W maju 1969 została absolwentem wydziału inżynierskiego Wojskowej Akademii Lotniczej im. N.E. Żukowskiego i uzyskała tytuł inżyniera pilota-kosmonauty. 1 października 1969 rozkazem dowództwa lotnictwa rozwiązano grupę kobiet kosmonautek. Przez kilka miesięcy Kuzniecowa pracowała jako inżynier, a od 1970 jako kontroler jakości w głównym sztabie lotnictwa. Podobną funkcję z ramienia wojska pełniła w Instytucie Problemów Medyczno-Biologicznych (ИМБП). W 1978, gdy pojawiła się idea lotu kosmicznego z udziałem kobiet, Główna Komisja Medyczna dopuściła ją do przygotowań (badania przeszła też Walentina Tierieszkowa), ale ostatecznie wojskowi nie byli zainteresowani wyborem swojej kandydatki. Od 1979 do 1991 pracowała w Centrum Wyszkolenia Kosmonautów im. J. Gagarina jako inżynier. Do rezerwy, z uwagi na wiek, przeniesiono ją 6 kwietnia 1991. Posiadała tytuł instruktora spadochronowego sił powietrznych. W 1961 po wygraniu mistrzostw ZSRR w spadochroniarstwie znalazła się w drużynie narodowej.